# Université Panthéon-Sorbonne
A Panthéon-Sorbonne Egyetem (franciául: Université Paris 1 Panthéon-Sorbonne) egy francia állami egyetem, amely Párizs városában található, társadalomtudományokra specializálódott, és a világ legjobb egyetemei közé tartozik a jog, a közgazdaságtan, a politikatudomány, a földrajz, a történelem és a filozófia területén.

## Híres diplomások
- Manuel Valls, francia történész, szocialista politikus, az Ötödik Francia Köztársaság 21. miniszterelnöke